# 영천중앙초등학교 화남분교
영천중앙초등학교 화남분교는 대한민국 경상북도 영천시에 있는 공립 초등학교이다.

## 학교 연혁
- 1951년 12월 24일 화남국민학교 개교(설립인가 11월 6일)
- 1969년 9월 2일 죽곡분교장 개설
- 1976년 3월 1일 죽곡국민학교로 승격, 독립
- 1981년 3월 10일 병설유치원 개원
- 1988년 3월 1일 죽곡분교장 편입
- 1995년 2월 28일 죽곡분교장 통폐합
- 1996년 3월 1일 화남초등학교로 개칭
- 1999년 3월 1일 영북초등학교 화남분교장으로 편입
- 2007년 3월 1일 영천중앙초등학교 화남분교장으로 편입
- 2026년 3월 1일 지곡초등학교로 통폐합

## 참고 자료
- 영천중앙초등학교화남분교장 - 한국교육학술정보원 학교알리미